# Canticles
I Canticles (Cantici) costituiscono una serie di cinque opere musicali del compositore Benjamin Britten. I pezzi sono stati scritti in vari momenti della sua carriera, tre di questi sono stati scritti come memoriali. La strumentazione è diversa per ogni brano e molti sono basati su testi non sacri. Una recensione su Opera Today osserva: "Britten non ha attinto alle Scritture per i testi dei suoi cantici, che assomigliano a cantate più che a inni di chiesa per scala e struttura, ma un intenso spirito religioso li pervade tutti". Il critico Peter Evans osserva che le opere contengono "uno stato d'animo di elevazione spirituale abbastanza intenso da richiedere la realizzazione in un'ambiziosa struttura musicale".

## Canticles
- Cantico I: "My beloved is mine and I am his" ("Il mio amato è mio e io sono suo"), op. 40. fu scritto nel 1947 per il concerto commemorativo di Dick Sheppard, ex vicario di St Martin-in-the-Fields. Il testo è tratto da "A Divine Rapture" di Francis Quarles, basato sul Cantico dei cantici nella Bibbia.[3] È scritto per voce alta e pianoforte.
- Cantico II: "Abraham and Isaac" ("Abramo e Isacco"). Op. 51, è stato scritto nel 1952 per essere eseguito da Peter Pears, Kathleen Ferrier e Britten stesso in occasione di una raccolta fondi per l'English Opera Group. Il testo è basato sulla storia di Abramo e Isacco come raffigurata nei Chester Mystery Plays.[4]
- Cantico III: "Still falls the rain" ("Ancora cade la pioggia"), op. 55, è stato scritto per voce, corno e pianoforte nel 1954 in memoria del pianista australiano Noel Mewton-Wood. Il testo è basato sulla poesia di Edith Sitwell del 1941 con lo stesso titolo.
- Cantico IV: "The Journey of the Magi" ("Il viaggio dei Magi"), op. 86, è stato scritto nel 1971 per controtenore, tenore e baritono, con testo basato sul poema di T. S. Eliot "The Journey of the Magi" ("Il viaggio dei Magi").[5]
- Cantico V: "The Death of Saint Narcissus" ("La morte di san Narciso"), op. 89, è stato scritto nel 1974 in memoria di William Plomer, per essere eseguito da Peter Pears e dall'arpista Osian Ellis.[6]